# روخوو
روخوو (به لاتین: Rochov) یک منطقهٔ مسکونی در جمهوری چک است که در ناحیه لیتومیریتسه واقع شده‌است. روخوو ۳٫۲۹ کیلومتر مربع مساحت و ۱۰۰ نفر جمعیت دارد و ۱۹۵ متر بالاتر از سطح دریا واقع شده‌است.